# Лизол (раствор)
Лизол (от др.-греч. lyo — растворяю и лат. oleum — масло) — раствор очищенных фенолов, крезолов, ксиленолов в калийном или натриевом мыле, медицинское дезинфекционное средство. Буро-коричневая, прозрачная в тонком слое, маслянистая жидкость с резким запахом фенола. Содержание фенолов 30—34 %.
Лизол А (лизол санитарный) — смесь равных частей крезола и жидкого хозяйственного (натриевого) мыла; лизол Б (нафтализол) — смесь крезола и мылонафта — асиделанатриевых солей нафтеновых кислот.
Лизол относится к токсическим препаратам второго класса опасности.

## Применение лизола
Лизол хорошо растворяется в подогретой воде, спиртах и глицерине, образуя пенящиеся растворы. Лизол до 5%-й концентрации обладает бактерицидным действием, выше 5%-й концентрации — проявляет инсектицидное и противопаразитарное действие.
В концентрации 2 % и выше его широко применяли для дезинфекции помещений, предметов обстановки, белья, игрушек, ванн, туалетов, выделений, а также в ветеринарии.
В концентрации выше 5 % используется главным образом для инсектицидных целей: уничтожение личинок мух в местах их выплода, обтирание кожного покрова животных при борьбе с паразитическими насекомыми (вши, блохи и другие).
Одно из главных достоинств лизола в бактериологии — отсутствие необходимости готовить «свежие» растворы[стиль]. Опасен для жизни в высоких концентрациях.
Широко применялся в мире с начала XX века, также в СССР, затем в странах СНГ и Российской Федерации в начале XXI века.
В связи с пандемией COVID-19 начал применяться под торговой маркой «Lysol», в виде аэрозолей и жидкостей для дезинфекции и дезинсекции помещений и поверхностей.